# Coachella – Woodstock in My Mind
"Coachella – Woodstock in My Mind" é uma canção da cantora e compositora americana Lana Del Rey. Lançada em 15 de maio de 2017, foi o segundo single promocional do quinto álbum de estúdio da cantora, Lust for Life (2017).

## Antecedentes
A canção foi anunciada pela primeira vez através do Anghami, serviço de streaming árabe, em 13 de maio de 2017. Del Rey escreveu a canção e postou um trecho em sua conta do Instagram em 17 de abril de 2017. O vídeo foi gravado após a ida ao Coachella Valley Music and Arts Festival, em Indio, na Califórnia. No vídeo, ela diz: "Eu não vou mentir - eu tive sentimentos complexos sobre passar o fim de semana dançando enquanto assistia a tensão na Coreia do Norte. Eu acho que é uma corda bamba entre ser observador vigilante de tudo que ocorre no mundo e também ter o espaço suficiente para apreciar a boa terra de Deus da maneira que deve ser apreciada. A caminho da minha casa, me vi obrigada a visitar um lugar favorito na orla, onde aproveitei para me sentar na sequoia e escrever uma pequena canção. Eu só queria compartilhar isso para que a esperança e a paz de um indivíduo possam contribuir para isso a longo prazo. Espero que todos tenham um bom dia, com amor da Califórnia."

## Recepção crítica
O jornal The Guardian descreveu "Coachella – Woodstock in My Mind" como uma "faixa de trap serena." A revista Exclaim! descreveu a balada como "um giro eletrônico de Lana em seu tom clássico, além do reconhecimento lírico no coro a "Stairway to Heaven" da banda inglesa de rock Led Zeppelin". A publicação diária Pitchfork avaliou a canção e ressaltou que Lana "continua a captar a mesma energia e a reduzir o seu poder de estrelato para uma perspectiva mais íntima, fixando seu ideário em palavras familiares. Sozinha na multidão, está buscand a linguagem que unitou todos e rezando isso se torna suficiente." O portal Vulture afirma que, de acordo com a nova era da artista, "a musicalidade em "Coachella" foi alterada, tendo tons mais graves e persistentes e um correlação com horizontes escuros impostos pelos eventos atuais." Além disso, ressalta a "mudança de ênfase que, ao invés de permanecer no centro das atenções, o ambiente campestre coincide com o fato de receber notícias internacionais terríveis, embora grande parte da fraseologia possa ser lida como versos da música country." A revista Billboard da Argentina afirmou que, com a canção, Lana "foi da melancolia barroca ao otimismo de revés, quebrando preconceitos e alcançando enorme respeito midiático."

## Créditos
Os créditos listados foram adaptados do Tidal.
- Lana Del Rey – vocais, produção, composição
- Rick Nowels – produção, celesta, mellotron, composição e sintetizador
- Dean Reid – produção, engenharia, mixagem, baterias, baixo, flauta, sintetizador
- Kieron Menzies – produção, engenharia, mixagem, bateria, teclado, operação de fita magnética, percussão
- Chris Garcia – engenharia
- Trevor Yasuda – teclado, engenharia
- Adam Ayan – engenheiro de masterização

## Desempenho nas tabelas musicais

### Posições
| Tabela musical (2017)                              | Melhor posição |
| -------------------------------------------------- | -------------- |
| França (SNEP)                                      | 82             |
| Escócia (OCC)                                      | 84             |
| Estados Unidos (Billboard Rock Digital Song Sales) | 14             |